# T-Bo
Terence Jeter Bo Jackson (T-Bo) is een personage uit de Amerikaanse televisieserie iCarly van Nickelodeon, gespeeld door Bobby Bowman (BooG!e).
T-Bo werkt in de fictieve Groovy Smoothie-bar. Hij draagt altijd een bandana en probeert in vrijwel elke aflevering voedsel te verkopen op een stok, waaronder bagels, donuts (hij merkt op dat hij de donuts niet door het gaatje in het midden heeft gedaan, maar aan de zijkant zelf gaten heeft gemaakt), taco's, augurken, muffins en cheeseburgers.

## Trivia
- Hij houdt ervan om dingen op stokken te verkopen
- Hij is goeie vrienden met de "iCarly Familie", want hij was op Carly's verjaardag en hij gaf Carly een baan in iGot a Hot Room